# 19079 Hernández
19079 Hernández è un asteroide della fascia principale. Scoperto nel 1967, presenta un'orbita caratterizzata da un semiasse maggiore pari a 2,9703092 UA e da un'eccentricità di 0,1764791, inclinata di 8,04061° rispetto all'eclittica.